# Savara longipectinata
Savara longipectinata là một loài bướm đêm trong họ Noctuidae.